# Patinage de descente extrême
Le patinage de descente extrême est une discipline sportive du patinage, appelée Ice cross downhill en langue anglaise. La Fédération française des sports de glace a intégré le Ice Cross dans ses disciplines en 2016,.

## Caractéristiques de la discipline
Ce sport se pratique sur un parcours long généralement de 300 à 600 mètres, le plus souvent en ville, composé de divers éléments naturels ou artificiels comme des bosses, des courbes serrées,  relevées ou des tremplins, qui impliquent des sauts. Les compétiteurs doivent faire preuve d'habileté, d'agilité, de courage et de sang-froid.

## Déroulement d'une compétition
Comme en skicross, les compétitions se déroulent en courses à élimination directe. Quatre par quatre, les concurrents s’affrontent et dévalent la piste le plus rapidement possible. Seuls les deux premiers de chaque course sont qualifiés pour l’étape suivante. Les courses continuent ainsi jusqu’à ce qu’il n’y ait plus que quatre patineurs en lice. L'avant-dernière course est la « petite finale », pour attribuer les places 5 à 8 ; la grande  finale voit s'affronter les quatre meilleurs.
Le championnat du monde de patinage de descente extrême est sponsorisé par Red Bull sous le nom de Red Bull Crashed Ice, sous l'égide de la All Terrain Skate Cross (ATSX) Federation.

## Principaux compétiteurs

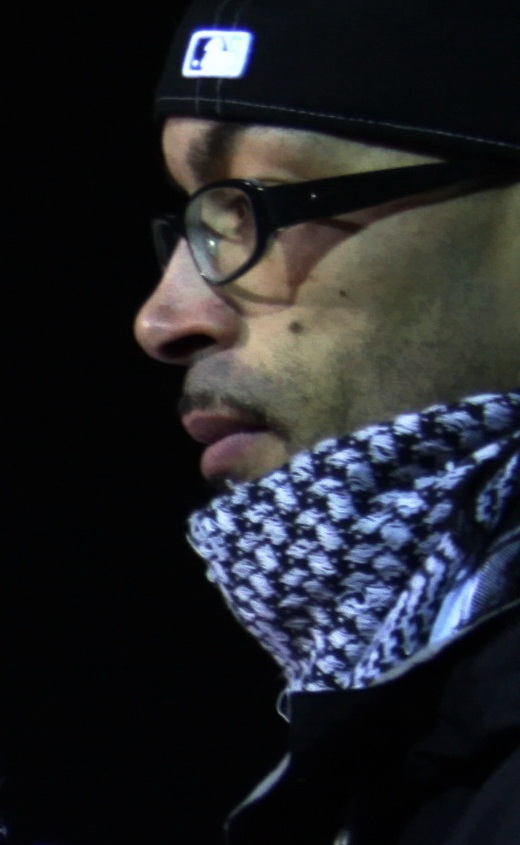
Jasper Felder

### Hommes
Chez les hommes, le pionnier est le Suédois Jasper Felder (fi), qui a remporté les six premières compétitions de Red Bull Crashed Ice de 2001 à 2005. De 2006 à 2009, huit courses ont été disputées : le Canadien Kevin Olson (fi) et les Finlandais Arttu Pihlainen (fi) et Miikka Jouhkimainen (fi) en ont remporté chacun deux, tandis que le Canadien Gabriel Andre (fi) et Jasper Felder en ont gagné une.
Les championnats du monde, créés en 2010, ont été remportés par l'Allemand Martin Niefnecker (fi) en 2010, le Finlandais Arttu Pihlainen en 2011, le Canadien Kyle Croxall (en) en 2012, le Suisse Derek Wedge (fi) en 2013, l'Autrichien Marco Dallago (fi) en 2014, le Canadien Scott Croxall (fi), frère du champion de 2012, en 2015 et 2018 et l'Américain Cameron Naasz (fi) en 2016 et 2017, les seuls patineurs à avoir été sacrés deux fois champions du monde. Les seuls autres coureurs ayant gagné une épreuve de Red Bull Crashed Ice sont les Canadiens Adam Horst (fi) en 2012, Dean Moriarity (fi) en 2017 et l'Autrichien Luca Dallago (fi) en 2018.

### Femmes
Chez les femmes, les premières courses de Red Bull Crashed Ice, de 2009 à 2014, ont vu les succès des Canadiennes Fannie Desforges (en) (deux fois), Kerri Anne Wallace,  Kerri Muir et Dominique Thibault, de la Tchèque Jitka Nedbalová et de la Finlandaise Salla Kyhälä (deux fois).
Les championnats du monde ont sacré la Finlandaise Salla Kyhälä en 2015, la Canadienne Jacqueline Legere (en) en 2016 et 2017, puis l'Américaine Amanda Trunzo (en) en 2018. Les autres patineuses ayant gagné une épreuve de Red Bull Crashed Ice sont la Canadienne Myriam Trepanier en 2015 et 2017, et l'Américaine Alexis Jackson en 2016.